# Evelyn Dove
Evelyn Mary Dove (11 tháng 1 năm 1902 – 7 tháng 3 năm 1987) là nữ ca sĩ, diễn viên người Anh. Thời gian đầu sự nghiệp, bà từng được so sánh với vũ công Josephine Baker. Dove gây dựng tiếng tăm qua các hoạt động nghệ thuật trên đài BBC từ những năm 1940. Bà từng đi lưu diễn ở Đức, Ý, Áo, Hà Lan, Mỹ, Tây Ban Nha.

## Thời thơ ấu
Evelyn Mary Dove sinh ra tại Bệnh viện Lying-in, Phố Endell, London, con gái của luật sư hàng đầu Sierra Leon, Francis (Frans) Dove (1869-1949) và người vợ người Anh đầu tiên Augusta, nhũ danh Winchester, người mà ông sau đó đã ly dị. Anh trai của Evelyn, Frank Dove, người học luật tại Đại học Oxford, năm 1915, nhập ngũ quân đội Anh và chiến đấu tại Trận Cambrai, được trao tặng Huân chương Quân đội.

## Sự nghiệp
Evelyn Dove đã học hát, piano và diễn thuyết tại Học viện Âm nhạc Hoàng gia từ năm 1917 đến năm 1919, khi cô tốt nghiệp, vào ngày 27 tháng 9 năm đó kết hôn với Milton Alphonso Luke ở London. Howard Rye ghi lại rằng bà đã sử dụng tên "Norma Winchester" khi bà trở thành thành viên của Dàn nhạc Giao hưởng Nam (SSO), một ban nhạc gồm các nhạc sĩ Anh Tây Ấn và Tây Phi và Mỹ đang phổ biến nhạc đen trên Cảnh câu lạc bộ Vương quốc Anh. Bà đã ở với họ vào ngày 9 tháng 10 năm 1921 khi họ đang đi trên tàu SS Rowan từ Glasgow đến Dublin khi tàu của họ vô tình va chạm với một người khác và tám hoặc chín thành viên của SSO nằm trong số 35 hành khách đã chết khi Rowan bị chìm. Dove và các thành viên SSO khác như Cyril Blake sống sót sau thảm họa đã tham gia vào ngày 14 tháng 10 trong "Buổi hòa nhạc thiêng liêng sống sót".